# Епідемія холери в Одесі
Епідемія холери в Одесі — прояв в Одесі спалаху холери в СРСР в 1970 році. Була частиною сьомої світової холерної пандемії, яка захопила найбільше Азію. Причиною епідемії вважається потрапляння холерного вібріону з Ірану через Каспійське море до СРСР або з Індії чи Пакистану на торгових кораблях. У липні 1970 року захворювання на холеру були виявлені в Батумі й Астрахані. Наступного місяця — в Одесі й Керчі.

## Початок епідемії
3 серпня 1970 року в міську лікарню Одеси з підозрою на гострий ентероколіт доставили 56-річного Федора Лютикова, який працював сторожем на полях зрошення радгоспу біля Одеси. Він вважав, що отруївся копченою рибою. До кінця доби він помер. Аналізи показали, що у Лютикова була холера. Було встановлено що недавно до нього приїжджали родичі з Узбекистану.
О пів на першу ночі 4 серпня розпочав роботу протиепідемічний штаб осередку хвороби — Обласна Надзвичайна протиепідемчна комісія (НПК). У розпорядження комісії була надана рота солдатів внутрішніх військ, яка оточила інфекційну лікарню, штаб та інші установи. До середини цього ж дня були розгорнуті шпиталі для хворих і окремо — для підозрюваних (провізорський), ізолятор для контактних, підготовлені необхідні обладнання та медикаменти. Бригада лікарів-інфекціоністів розпочала подвірний обхід на Пересипу і Хаджибейській дорозі.
У лікарні ізолювали рідних сторожа Лютикова та тих, хто контактував з ним протягом останніх днів. Ще шестеро осіб було госпіталізовані підозрою на холеру. Наступного дня в одного з них була виявлена холера. Ще троє потрапили до лікарні з підозрою на холеру.

## Оголошення карантину
6 серпня було прийнято рішення про карантин в Одесі. Виїхати з міста можна було тільки після обсервації — кількаденного перебування у спеціально відведених місцях. Під них виділялися піонерські табори, школи, теплоходи в порту тощо. Наступного дня у шпиталі для хворих вже перебувало 12 осіб, з яких ще двоє померли, 353 осіб, які мали контакт з ними, були ізольовані.
В Одесі на той час були на відпочинку близько 300 тисяч осіб. За два дні (6 і 7 серпня) на поїздах, автобусах і літаках з Одеси вивезли 50 тисяч людей.

## Закриття Одеси
Стало зрозуміло, що вжиті заходи не забезпечать подолання епідемії. Тому 8 серпня Надзвичайна протиепідемічна комісія (НПК) закрила всі піонерські табори Одеси і перетворила їх на обсерваційні пункти. Десятки поїздів на вокзалі були віддані для людей, які перебували на вокзалі і не мали житла в Одесі. На теплоходи «Перемога» і «Абрау-Дюрсо» дозволили посадку пасажирам з інших міст. Після цього вони були виведені на рейд для шестиденної обсервації.
Місто з прилеглими сільськими районами щільно оточили кільцем міліції та військ. З 15-ї години був заборонений виїзд пасажирських потягів і виліт літаків, окрім спецрейсів. Були закриті усі міські пляжі; виписка із всіх санаторіїв та будинків відпочинку була заборонена. Строки путівок та наявності квитків на виїзд до уваги не бралися.

## Боротьба з антисанітарією та виявлення хворих
Для ефективної боротьби потрібно було терміново ліквідувати антисанітарію. Для цього з вулиць і дворів забирали сміття й різні нечистоти, у яких могли розвиватися холерні вібріони. Наступного дня після запровадження карантину міськвиконком ухвалив рішення «Про підвищення відповідальності за санітарний стан міста», яке було опубліковане у місцевій пресі. У цьому документів були відсутні ключові слова «холера», «епідемія», «карантин». Населенню рекомендувалося пити лише кип'ячену воду, з милом мити не тільки руки, а й куплені на ринку овочі та фрукти.
У місцевій пресі періодично повідомляла імена звільнених з роботи чи оштрафованих працівників їдалень, кафе, порушників «санітарних заходів з боротьби з ГКЗ (гострими кишковими захворюваннями)».
Для виявлення вогнищ хвороби, їх локалізації медики проводили щоденні обходи будинків. Їх мешканці опитувалися і при найменшій підозрі на пронос їх забирали у провізорський госпіталь. До 19 серпня медиками і санітарними дружинами (до останніх було залучено 11 тис. осіб) зробили перевірку 338 тис. домів.

## Способи лікування
Була проведена профілактична вакцинація медпрацівників та осіб, які постійно контактували з населенням (персонал аеропорту та Чорноморського пароплавства) Вакциновано було 5,5 тис. осіб. Іншим не робили щеплень через дорожнечу і малоефективність.
За порадою московських мікробіологів академіка М. Жукова-Вережникова і професора було вирішено про прийом з профілактичною метою мешканцями міста таблеток тетрацикліну. 14 серпня в газеті було повідомлено про необхідність прийому впродовж чотирьох днів цих таблеток, які завезли в усі аптеки. Але на практиці населення ці антибіотики стали приймати раніше, так ще 9 серпня було значну кількість препарату було розпродано.

## Перебіг епідемії
Епідемія поширилася на сусідні області. 7 липня у лікарню в Первомайську Миколаївської області потрапив чоловік, який повернувся з відрядження до Одеси. Наступного дня хворих на холеру було виявлено у Херсонській області та Керчі, де було виявлено двох хворих, які ймовірно, заразилися холерою від батумських рибалок (один з них помер). 10 серпня були підтверджені захворювання на холеру у Запорізькій і Чернігівській областях.
10 серпня закрили на карантин Керч, де збільшилась кількість хворих на холеру. 12 серпня там померло дві людини. 11 серпня помер мешканець Черкас, який напередодні повернувся з Одеси.
14 серпня померла одна людина в Одесі, наступного дня ще одна та одна в Керчі. !7 серпня було зафіксовані по одній смерті від холери в Одесі, Керчі. До лікарні у Свяляві Закарпатської області був доставлений житель Молдови, який повертався автомобілем з Одеси і тиждень мандрував по Закарпаттю. Незважаючи на інтенсивну терапію, 17 серпня він помер.
18 серпня в Одесі померло чотири людини, а наступного ще дві. Це були останні смерті від холери в Одесі.
Пік епідемії в Одесі припав на середину другої декади серпня. 13 серпня холеру виявили у 15 осіб, 15 серпня — 8. У наступні дні реєстрували не більше 5 випадків захворювань у день. Після 20 серпня тільки 23 серпня було три захворювання, а в інші — жодного або один. З 5 вересня хворі перестали поступати в госпіталь. 15 вересня було оголошено про відміну карантину в Одесі.

## Дії керівників міста та області при епідемії
Після того як Обласна Надзвичайна протиепідемчна комісія (НПК) 6 серпня оголосила про карантин, виїзд з Одеси мав відбуватися з дозволу лікарів після огляду в спеціальних медичних закладах. Але на практиці відбувався неконтрольований виїзд з міста. Не була створена суцільна карантинна лінія з охороною. Місцева влада не говорила про наявність холери в Одесі, а лише про якісь гострі кишкові захворювання (ГКЗ). У постанові від 6 серпня обкому партії «Про проведення негайних заходів з профілактики захворювань холерою в Одеській області» (не для публікації) говорилося лише про можливі захворювання, коли в той час були зафіксовані підтверджені випадки захворювання на холеру.
Після того як місто було закрите, були прийняті рішення про забезпечення продуктами мешканців харчовими продуктами, на ринках ціни не могли перевищувати, що були до епідемії. Наявність захворювання на холеру у місті приховувалося. Навіть у документах, що надсилалося партійному апарату та державним чиновникам згадок про холеру не було, лише «гострі кишкові захворювання». У перші дні карантину на засідання міськвиконкому питання захворювання на холеру не виносилися.
В Одесі не вистачало місць, де люди могли перебувати під наглядом лікарів певну кількість днів обсервації. Залізничний транспорт не встигав вивозити, тих, кому був дозволений з міста. Деякі люди залишали Одесу без дозволу. За плату жителі приміських сіл вивозили їх своїми автомобілями манівцями або човнами через лиман.
Під час карантину були закриті стадіони, тому футбольні матчі не проводилися. Футболісти «Чорноморця» після обсервації перебралися до Києва, де провели там три домашні матчі. Команду СКА (Одеса) з міста не випустили і їй довелося проводити пропущені матчі з малим інтервалом між ними після зняття карантину.
4 вересня у міській газеті вперше було сказано, про наявність холери в Одесі. В умовах тодішньої радянської дійсності це означало, що епідемія холери подолана.
Приховування інформації про захворювання на холеру в Одесі породило багато чуток в Україні та за її межами. Так поширюються чутки, що щодня в Одесі від холери помирає близько 300 осіб, є померлі від хвороби і в Києві. Подібні чутки циркулювали в інших місцях.

## Наслідки епідемії
Точні цифри про осіб, що постраждали від холери в Одесі, відсутні. З різних джерел можна зробити висновок, що в Одесі на холеру захворіло 125 або 126 осіб, з них померло 13 або 14. За даними на 24 серпня в Одесі на обсервації перебувало 87 тисяч людей, пройшли обсервацію 43 700 осіб.